# Vol. 3: (The Subliminal Verses)
Vol. 3: (The Subliminal Verses) – trzeci studyjny album grupy muzycznej Slipknot. Wydany w 2004 roku przez amerykańską wytwórnię płytową Roadrunner Records. Wydanie specjalne albumu ukazało się niecały rok później. Wydawnictwo zawiera dodatkową płytę oraz inną okładkę.
Nagrania w Polsce uzyskały certyfikat złotej płyty.

## Lista utworów
Muzyka Slipknot.
1. "Prelude 3.0" – 3:57
2. "The Blister Exists" – 5:19
3. "Three Nil" – 4:48
4. "Duality" – 4:12
5. "Opium of the People" – 3:12
6. "Circle" – 4:22
7. "Welcome" – 3:15
8. "Vermilion" – 5:16
9. "Pulse of the Maggots" – 4:19
10. "Before I Forget" – 4:38
11. "Vermilion Pt. 2" – 3:44
12. "The Nameless" – 4:28
13. "The Virus of Life" – 5:25
14. "Danger - Keep Away" – 3:16

Dodatkowa płyta:
1. "Don't Get Close"
2. "Scream"
3. "Vermilion [Terry Date Mix]"
4. "Danger-Keep Away [Full-Length]"
5. "Blister Exists [Live]"
6. "Three Nil [Live]"
7. "Disasterpiece [Live]"
8. "People = Shit [Live]"

## Twórcy
- Sid Wilson – gramofony
- Joey Jordison – perkusja
- Paul Gray – gitara basowa
- Chris Fehn – instrumenty perkusyjne
- James Root – gitara
- Craig Jones – sample
- Shawn Crahan – instrumenty perkusyjne
- Mick Thomson – gitara
- Corey Taylor – śpiew
- Dan Monti - asystent inżyniera dźwięku
- Miles Wilson - asystent inżyniera dźwięku
- Phillip Broussard - asystent inżyniera dźwięku
- Ted Jensen – mastering
- Neil Zlozower - zdjęcia
- Rick Rubin – produkcja muzyczna
- Greg Fidelman – inżynieria dźwięku, miksowanie